# Kongkeshu (sockenhuvudort i Kina, Hunan Sheng, lat 29,44, long 110,34)
Kongkeshu (kinesiska: 空壳数, 空壳树乡) är en sockenhuvudort i Kina. Den ligger i provinsen Hunan, i den södra delen av landet, omkring 290 kilometer nordväst om provinshuvudstaden Changsha. Antalet invånare är 11 888. Befolkningen består av 5 932 kvinnor och 5 956 män. Barn under 15 år utgör 21,0 %, vuxna 15-64 år 65 %, och äldre över 65 år 12,0 %.
Runt Kongkeshu är det ganska tätbefolkat, med 199 invånare per kvadratkilometer. Närmaste större samhälle är Jiaoziya, 16,9 km söder om Kongkeshu. I omgivningarna runt Kongkeshu växer huvudsakligen savannskog.
Genomsnittlig årsnederbörd är 1 738 millimeter. Den regnigaste månaden är september, med i genomsnitt 307 mm nederbörd, och den torraste är december, med 21 mm nederbörd.